# فرانسیس پیتون راوس
فرانسیس پیتون راوس (به انگلیسی: Francis Peyton Rous) (زاده ۵ اکتبر ۱۸۷۹ – درگذشته ۱۶ فوریه ۱۹۷۰) ویروس‌شناس اهل آمریکا بود. وی در بالتیمور، مریلند زاده شد و مدرک لیسانس و دکترای پزشکی خود را از دانشگاه جانز هاپکینز دریافت کرد. وی در کشف نقش ویروس‌ها در انتقال انواع خاصی از سرطان، نقش مهمی داشت. او در سال ۱۹۶۶ برنده جایزه نوبل فیزیولوژی و پزشکی شد.

## مشارکت در ابداع اولینبانک خون
پیتون راوس همچنین نقش عمده‌ای در ابداع نخستین بانک خون توسط اسوالد رابرتسون داشت. او به همراه همکار خود جیمز تورنر، در ابتدای جنگ جهانی اول هنگامی که مجروحان نیاز مبرمی به تزریق خون داشتند روشی را برای نگهداری خون تا چند روز ابداع کرد. پیتون که بر روی ساختار خون مطالعه می‌کرد با توجه به گزارش‌های منتشرشده از آمار بالای مرگ‌ومیر مجروحان میدان جنگ به‌سبب خونریزی شدید، به تحقیقات در مورد ماده جایگزین خون پرداخت. زمانی‌که متوجه شد این تحقیقات به نتیجه‌ای نخواهد رسید، به تحقیق راجع به یافتن روشی برای ذخیره‌سازی خون جهت انتقال به میدان جنگ پرداخت. او ترکیبات مختلف را بر روی خون انسان و چندین حیوان، از جمله خرگوش، گوسفند و سگ آزمایش کرد و در نهایت، به محلولی نمکی به نام «Locke's solution» دست‌یافت که در آن، سدیم سیترات جهت جلوگیری از انعقاد و دکستروز و گلوکوز، به عنوان منبع انرژی برای سلول‌های قرمز وجود داشتند. در ۱۹۱۷ میلادی، بعد از موفقیت آزمایش‌های پیتون راوس، همکارش اوسوالد رابرتسون، به همراه گروه پزشکانی از ارتش آمریکا، به بلژیک رفت تا این تکنیک جدید را در میدان جنگ امتحان کند و او نیز توانست موارد زیادی تزریق خون انجام دهد که سبب نجات جان هزاران نفر شد. یخدانی که وی برای حمل بسته‌های خون توسعه داد، اولین بانک خونی البته از نوع سیار بود.